# Reinhard Baumeister

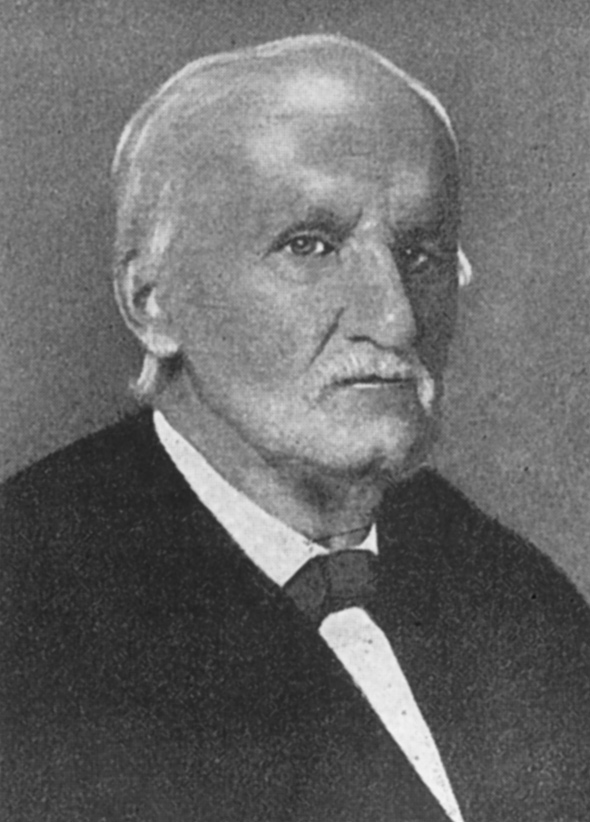
Reinhard Baumeister

Reinhard Baumeister (* 19. März 1833 in Hamburg; † 11. Dezember 1917 in Karlsruhe) war ein deutscher Bauingenieur, Stadtplaner und Hochschullehrer.

## Leben
Reinhard Baumeister war Sohn des Advokaten und späteren Obergerichts- und Bürgerschaftspräsidenten Hermann Baumeister und seiner Frau Wilhelmine geb. Woltmann; er war damit ein Enkel des Wasserbaudirektors Reinhard Woltman. Baumeister studierte zunächst ab 1849 am Polytechnikum Hannover und ab 1851 am Polytechnikum Karlsruhe Bauingenieurwesen; in Karlsruhe war Jakob Friedrich Eisenlohr sein wichtigster Lehrer, dessen Tochter Anna er 1857 heiratete. 1853 legte Baumeister erfolgreich die badische Staatsprüfung für Ingenieure ab.
Baumeister war danach im badischen Staatsdienst bei verschiedensten Bauprojekten praktisch tätig, bis er 1862 als ordentlicher Professor an das Polytechnikum Karlsruhe berufen wurde, wo er den Studenten die Grundlagen des Wasser-, Straßen- und Eisenbahnbaus vermittelte. Auch auf dem Gebiet des Brückenbaus lehrte er, wobei er großen Wert auf eine qualitativ hohe architektonische Gestaltung legte. Im Laufe der Zeit wandte er sich auch dem Städtebau zu. Im Wintersemester 1874/1875 hielt er die erste städtebauliche Sondervorlesung Stadterweiterungen. 1912 wurde er emeritiert, kehrte aber 1914 wegen des Ersten Weltkriegs in die Lehrtätigkeit zurück.
Er gilt in erster Linie als Begründer des wissenschaftlichen Städtebaus in Deutschland und führender Theoretiker der Stadtplanung gegen Ende des 19. Jahrhunderts, vor allem nach Veröffentlichung seines Werkes Stadterweiterungen in technischer, wirtschaftlicher und polizeilicher Hinsicht aus dem Jahr 1876. Darin vertrat Baumeister eine ausgewogene, universale Sicht auf den Städtebau, integrierte beispielsweise die Forderungen von Ästhetik, Verkehr, Gesundheit und Volkswirtschaft. Das Buch erlangte zusätzliche Bekanntheit als Auslöser der Kontroverse mit dem Wiener Architekten Camillo Sitte, der vor allem die technischen Anweisungen darin wahrnahm und 1889 als Gegenschrift sein eigenes, einflussreiches Buch Der Städtebau nach seinen künstlerischen Grundsätzen verfasste. Auch Baumeister forderte, Faktoren wie „Symmetrie gewisser Häusergruppen, malerische Perspective von Straßen und Plätzen, gut gewählte Aussichtspunkte, anziehende Reihung von Baumassen u.s.w.“ zu befolgen.
In zahlreichen weiteren Schriften spezifizierte er seine Theorie und reagierte damit auch auf aktuelle Entwicklungen. Schon früh wies er auf die Bedeutung von Grün- und Freiflächen in den sich immer mehr ausdehnenden Städten hin, kritisierte die Grundstücksspekulation, die vor allem in Berlin zur „Mietskasernenstadt“ führte, und entwickelte sich zu einem Unterstützer der Gartenstadtbewegung. Im Jahr 1871 schlug er ein Reichsgesetz für das Bauwesen vor. Baumeister war Mitbegründer des Verbandes Deutscher Architekten und Ingenieure (1871) und des Vereins für öffentliche Gesundheitspflege (1873).
Die Verbindung von Kunst und Technik bestimmte Baumeisters Schriften zum Ingenieurbau; seine erste Veröffentlichung war eine umfangreiche und theoretisch anspruchsvolle Architektonische Formenlehre für Ingenieure, worin er ausdrücklich das Ziel der „landschaftlichen Harmonie“ formulierte und damit über die künstlerische und ornamentale Ausgestaltung technischer Bauten hinausging.
Seine theoretischen Schwerpunkte bilden sich auch in seinem praktischen Werk ab. Die Verbindung von Ingenieurbaukunst und Landschaft konnte er in der anspruchsvollen Anlage von Schienenstrecken durch malerische Nebentäler der Rheinebene demonstrieren, wie der Murgtal- (ab 1867), Renchtal- (ab 1870) und Breisachbahn (ab 1870).
Einfluss- und erfolgreich wurden vor allem die Stadterweiterungen, die nach seinem Entwurf angelegt wurden. Zu seinen bedeutenden Werken zählt der Generalbauplan für die württembergische Stadt Heilbronn von 1873, der bei der Generalversammlung des von Baumeister gegründeten Verbands Deutscher Architekten- und Ingenieurvereine e. V. in Berlin 1874 öffentlich ausgestellt wurde und auch international Beachtung gefunden haben soll. Der Plan machte aus der – seit 1840 durch den Bau von vier Vorstädten um den historischen Siedlungskern – stark angewachsenen Stadt mit der geplanten Umfassung durch eine großzügig dimensionierte Ringstraße wieder ein geschlossenes Ganzes. Er erhob die T-förmig endende Kramstraße – die althergebrachte Einfahrtstraße in die Innenstadt – durch einen östlichen Durchbruch zur durchgehenden und verkehrsfreundlichen zentralen Straße und schuf durch drei spitzwinklig auf den Bahnhof zulaufende Hauptstraßen, für die zwei weitere Neckarbrücken geschaffen werden mussten, für alle Quartiere einen guten Zugang zum in einer Vorstadt gelegenen Bahnhof.
In entsprechend differenzierter Weise erarbeitete er auch für andere Orte Bebauungspläne, die sich den Gegebenheiten anpassten und zugleich großzügige, durchgrünte Stadträume erzeugten, zum Beispiel für die Mannheimer Oststadt (ab 1872), die Rostocker Steintor-Vorstadt (1887), die Heidelberger Weststadt (ab 1891) und die ehemaligen Festungsareale Rastatts (ab 1894).
Im Jahr 1912 wurde die ehemalige Straße 43 in der damals selbstständigen Stadt Berlin-Schöneberg (ab 1920 Bezirk und seit 2001 Ortsteil von Berlin) nach Baumeister benannt, ebenso die alte Bahnhofstraße in Karlsruhe sowie Straßen in Hamburg, Rastatt und Haslach. Sein karikiertes Porträt ist als Wasserspeier am Karlsruher Stephanienbrunnen zu finden.
Reinhard Baumeister liegt auf dem Hauptfriedhof Karlsruhe begraben.

## Schriften

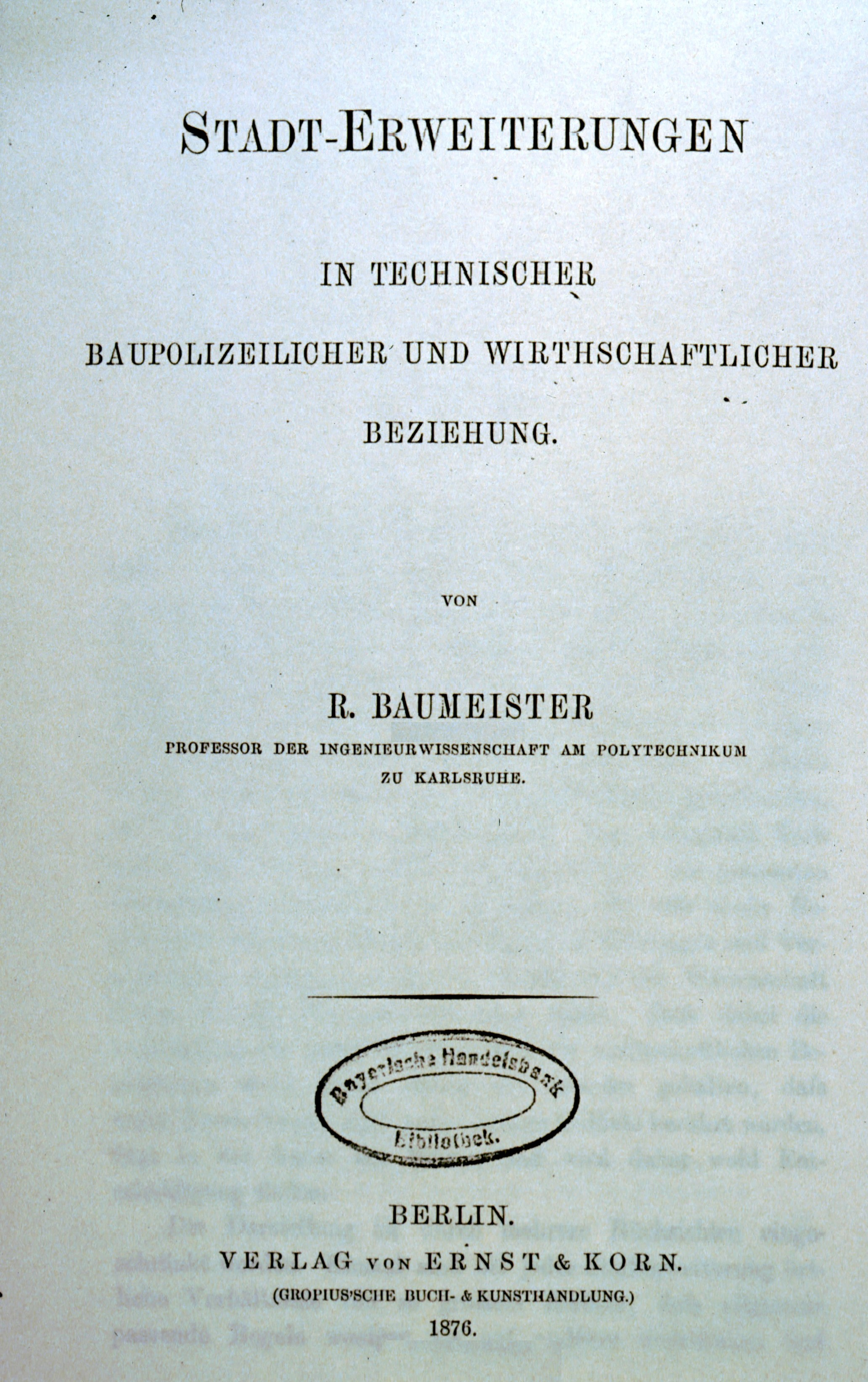
Reinhard Baumeister: Stadterweiterungen in technischer, baupolizeilicher und wirthschaftlicher Beziehung, 1876

- Architektonische Formenlehre für Ingenieure. Stuttgart 1866
- Stadterweiterungen in technischer, baupolizeilicher und wirthschaftlicher Beziehung. Berlin 1876
- Die technischen Hochschulen. Habel, Berlin 1886, urn:nbn:de:hbz:061:1-75876
- Die einheitliche Bebauung der Elbgegend zwischen Altona und Wedel. In: Zeitschrift für Bauwesen. Nr. 10, 1909, Sp. 439–462 (zlb.de).
- Bauordnung und Wohnungsfrage. In: Brix, Genzmer (Hrsg.): Städtebauliche Vorträge aus dem Seminar für Städtebau. Band IV, Heft 3, Berlin 1910
- Städtebau. In: Philipp Zorn, Herbert von Berger (Schriftleitung): Deutschland unter Kaiser Wilhelm II., hrsg. v. Siegfried Körte, Friedrich Wilhelm von Loebell u. a. 3 Bände. R. Hobbing, Berlin 1914.
- Gemeinwohl und Sondernutzen im Städtebau. In: Brix, Genzmer (Hrsg.): Städtebauliche Vorträge aus dem Seminar für Städtebau. Band VIII, Heft 4, Berlin 1918